# María Silva (Tennisspielerin)
María Silva (* 18. August 1997) ist eine ehemalige brasilianische Tennisspielerin.

## Karriere
Silva begann mit fünf Jahren das Tennisspielen und ihr bevorzugter Spielbelag ist der Sandplatz. Sie spielt hauptsächlich auf dem ITF Women’s Circuit, wo sie aber bisher keinen Titel gewann. 
Ihr erstes Turnier auf der WTA Tour bestritt sie im Februar 2016. Für die Rio Open 2016 erhielt sie eine Wildcard für die Qualifikation. Sie unterlag dort in der ersten Runde der US-Amerikanerin Jennifer Brady mit 0:6 und 0:6.
Ihr bislang letztes internationale Turnier spielte Silva im März 2018. Sie wird daher nicht mehr in der Weltrangliste geführt.